# 元小山駅
元小山駅（もとおやまえき）は、かつて愛知県一宮市千秋町小山（開業時は愛知県丹羽郡千秋村小山）にあった名古屋鉄道一宮線の駅（廃駅）である。

## 歴史
- 1912年（大正元年）8月6日 - 小山駅開業[1]。
- 1913年（大正2年）3月27日 - 元小山駅に改称の旨届出[2]。
- 1952年（昭和27年）3月25日 - 無人化[3]。
- 1965年（昭和40年）
  - 年度内 - 貨物営業廃止[4]。
  - 4月25日 - 廃止。

## 駅構造
- 1面1線の地平駅。複線時代は相対式2面2線で、単線化後も旧下り線は貨物側線として廃線時まで残されていた[5]。

### 配線図
| ← 岩倉方面                                        | 元小山駅 構内配線略図 | → 東一宮方面 |
| 凡例 出典: 破線および薄色のホームは複線時代の構造 |                       |              |

## 現況
- 名古屋鉄道一宮線の跡は、愛知県道149号浅野羽根岩倉線になっている。名鉄バス岩倉線（一宮・川島線）の元小山バス停が駅の跡地であり、バス停の箇所の幅が広くなっている。

## 隣の駅
名古屋鉄道
一宮線 
岩倉駅 - 元小山駅 - 羽根駅